# Nicola Marsden

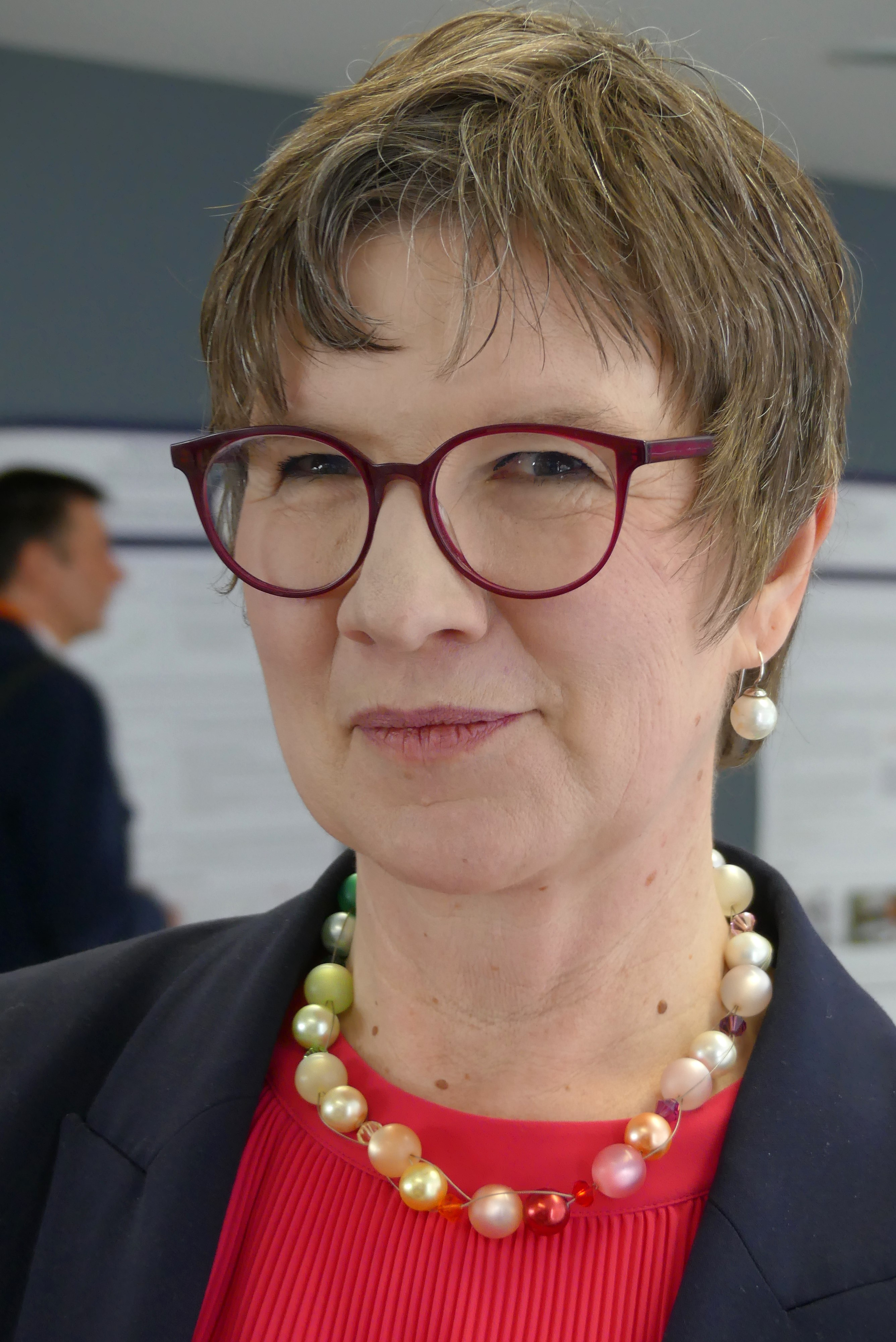
Nicola Marsden, 2025

Nicola Marsden (* 1968) ist eine deutsche Professorin für Sozioinformatik an der Hochschule Heilbronn, Fakultät Informatik (IT).

## Leben und Wirken
Nicola Marsden absolvierte ein Diplomstudium in Psychologie an der Universität des Saarlandes. Anschließend arbeitete sie in der Personal- und Organisationsentwicklung mit einem Fokus auf persönlichen und organisationalen Veränderungsprozessen im Kontext neuer IT-Systeme. Im Jahr 1996 machte sie sich als Unternehmensberaterin selbstständig und begleitete die Systemumstellungen in mehreren Zeitungshäusern. Parallel promovierte sie zum Thema „Stereotype über Internet-Nutzer“.
Marsden kombiniert Erkenntnisse aus Psychologie, Softwaretechnik, Designforschung und Organisationsverhalten, um die Zusammenarbeit zu verbessern und Innovationen in der Technologieentwicklung zu fördern. Ihre Forschung basiert auf einer Kombination von Erfahrungen sowohl im akademischen Bereich als auch in der Industrie, oft mit einer geschlechtsspezifischen oder interkulturellen Perspektive.
Seit 2002 ist Marsden an der Hochschule Heilbronn. Sie war dort von 2004 bis 2007 Dekanin der Fakultät für Technik II und von 2010 bis 2015 Gleichstellungsbeauftragte. Sie war maßgeblich an mehreren Verbundvorhaben beteiligt: Gender. Wissen. Informatik. Netzwerk zum Forschungstransfer des interdisziplinären Wissens zu Gender und Informatik (GEWINN), bei der Entwicklung der E-Learning- und Vernetzungsplattform für IT-Expertinnen IT&me, oder im Rahmen der Bundesgartenschau 2019 bei dem Reallabor BUGA:log.

## Ehrenamtliches Engagement
In den Jahren von 2002 bis 2005 wirkte Nicola Marsden als Vorstand des Vereins „Frauen geben Technik neue Impulse“ und des „Kompetenzzentrums Frauen in Informationsgesellschaft und Technologie“. Seit 2018 gehört sie dem Geschäftsführenden Vorstand des Kompetenzzentrum Technik-Diversity-Chancengleichheit an. Seit 2022 ist Nicola Marsden Mitglied im Vorstand der Initiative Junge Forscherinnen und Forscher.
In dem europäischen Projekt EQUAL-IST (Gender Equality Plans for Information Sciences and Technology Research Institutions) ist sie Mitglied des Advisory Board.

## Schriften (Auswahl)
- 2017: Nutzerinnen, Zielgruppen, Personas. Zugänge zu Menschen in der Mensch-Technik-Interaktion. In Birgitta Wrede, Ute Kempf (Ed.), Gender-Effekte. Wie Frauen die Technik von morgen gestalten. IZG-Forschungsreihe Band 19, 45–60.
- 2019: Mit Michael Ahmadi, Anne Weibert, Rebecca Eilert, Volker Wulf. Hacking Masculine Cultures – Career Ambitions of Female Young Professionals in a Video Game Company. ACM Annual Symposium on Computer-Human Interaction in Play
- 2020: Mit Michael Ahmadi, Anne Weibert, Rebecca Eilert, Volker Wulf. Feminist Living Labs as Research Infrastructures for HCI: The Case of a Video Game Company. SIGCHI Conference on Human Factors in Computing Systems (CHI ‘20) (CHI PLAY'19), FP 8433, 1–14. doi:10.1145/3311350.3347186

## Bücher
- Karen Holtzblatt, Nicola Marsden: Retaining Women in Tech - Shifting the Paradigm. Morgan & Claypool, San Rafael 2022, ISBN 978-1-6363-9292-9.